# Gubernatorzy generalni Gambii
Gubernator generalny Gambii – funkcja istniejąca w systemie politycznym Gambii od uzyskania przez to państwo niepodległości w 1965 do wprowadzenia w nim systemu republikańskiego w 1970. Gubernatorzy generalni reprezentowali monarchę brytyjskiego, będącego formalną głową państwa, i wykonywali w jego imieniu wszystkie jego uprawnienia (choć w praktyce wyłącznie na wniosek rządu).

## Lista gubernatorów generalnych
| lp. | osoba                    | od   | do   |
| --- | ------------------------ | ---- | ---- |
| 1   | John Warburton Paul      | 1965 | 1966 |
| 2   | Farimang Mamadi Singateh | 1966 | 1970 |